# Gibasoides laxiflora
Gibasoides laxiflora är en himmelsblomsväxtart som först beskrevs av Charles Baron Clarke, och fick sitt nu gällande namn av David Richard Hunt. Gibasoides laxiflora ingår i släktet Gibasoides och familjen himmelsblomsväxter. Inga underarter finns listade.